# Adoxia somersetensis
Adoxia somersetensis es un coleóptero de la familia Chrysomelidae.
Fue descrita científicamente por primera vez en 1916 por Weise.